# Karl Muggeridge

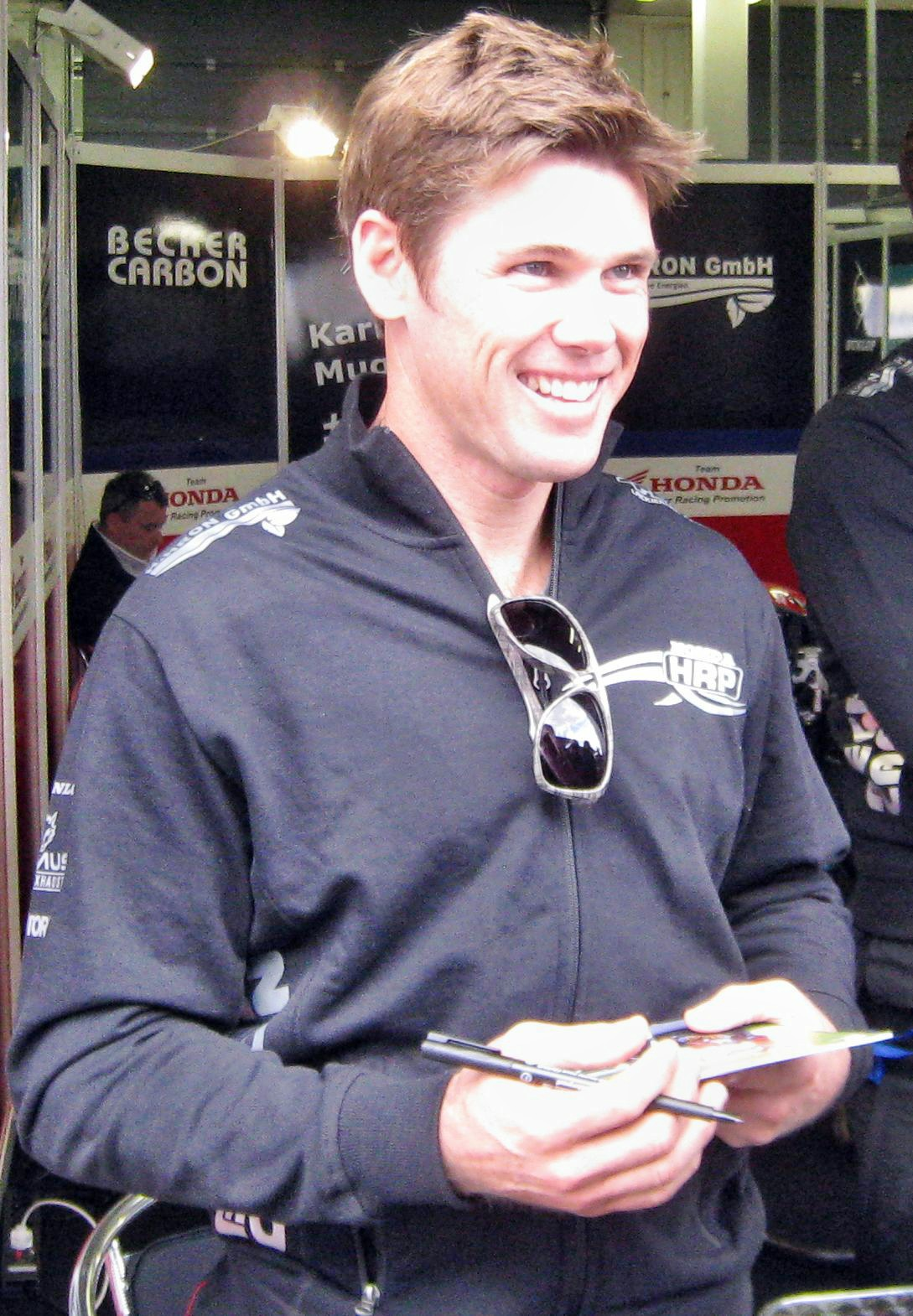
Karl Muggeridge in 2012.

Karl Nathan Muggeridge (Tweed Heads, 20 april 1974) is een Australisch motorcoureur. In 2004 werd hij kampioen in het wereldkampioenschap Supersport. Tussen 2005 en 2011 nam hij deel aan het wereldkampioenschap superbike.

## Carrière
Muggeridge begon zijn motorsportcarrière in het motorcross, voordat hij in 1994 de overstap maakte naar het wegrace. In 1995 werd hij vierde in het Australisch 250cc-kampioenschap op een Suzuki. In 1996 stapte hij over naar het Australisch kampioenschap Supersport, voordat hij in 1997 overstapte naar het Brits kampioenschap Supersport. In 1999 werd hij vierde in deze klasse.
In 1998 debuteerde Muggeridge in de wereldserie Supersport op een Honda, waarin hij drie races als gastcoureur reed. Hij behaalde zijn eerste punten met een elfde plaats in Misano. In 1999 werd deze klasse door een officieel wereldkampioenschap, waarin Muggeridge, wederom als gastcoureur, vier races reed. Ditmaal was een vierde plaats in Assen zijn beste resultaat.
In 2000 reed Muggeridge zijn eerste seizoen als fulltime coureur in het WK Supersport op een Honda voor het team Ten Kate Racing. Hij behaalde zijn eerste podiumfinish op Monza en kwam vervolgens ook op Brands Hatch en Oschersleben op het podium terecht. In de seizoensfinale, opnieuw gehouden op Brands Hatch, behaalde hij zijn eerste overwinning. Met 113 punten werd hij vijfde in het kampioenschap.
In 2001 bleef Muggeridge actief in het WK Supersport, maar stapte hij over naar een Suzuki. Hij behaalde drie podiumplaatsen op Monza, Donington en Imola. Met 92 punten was hij op de zevende plaats de beste Suzuki-coureur in het eindklassement. In 2002 keerde hij terug naar een Honda. Hij behaalde een podiumfinish op Silverstone en werd met 43 punten veertiende in het kampioenschap.
In 2003 keerde Muggeridge terug naar het team Ten Kate Racing, waarin hij opnieuw op een Honda uitkwam in het WK Supersport. Hij behaalde een podiumplaats op Silverstone, voordat hij de laatste drie races op Assen, Imola en Magny-Cours allemaal wist te winnen. Met 134 punten werd hij achter Chris Vermeulen, Stéphane Chambon en Jurgen van den Goorbergh vierde in de rangschikking.
In 2004 kende Muggeridge een moeilijke start van het seizoen, met een achtste en een twaalfde plaats in de eerste twee races. Hierna behaalde hij echter zeven overwinningen en een tweede plaats in de resterende acht races. Met 207 punten werd hij overtuigend gekroond tot kampioen in de klasse.
In 2005 maakte Muggeridge de overstap naar het wereldkampioenschap superbike, waarin hij opnieuw voor Ten Kate op een Honda reed. Hij behaalde zijn beste resultaten met twee vierde plaatsen op Monza en Magny-Cours. Met 124 punten werd hij elfde in het klassement. In 2006 behaalde hij zijn beste resultaat met een vijfde plaats in Lausitz en werd hij met 123 punten twaalfde in het kampioenschap. Dat jaar moest hij echter wel het weekend in Valencia missen vanwege een rugblessure.

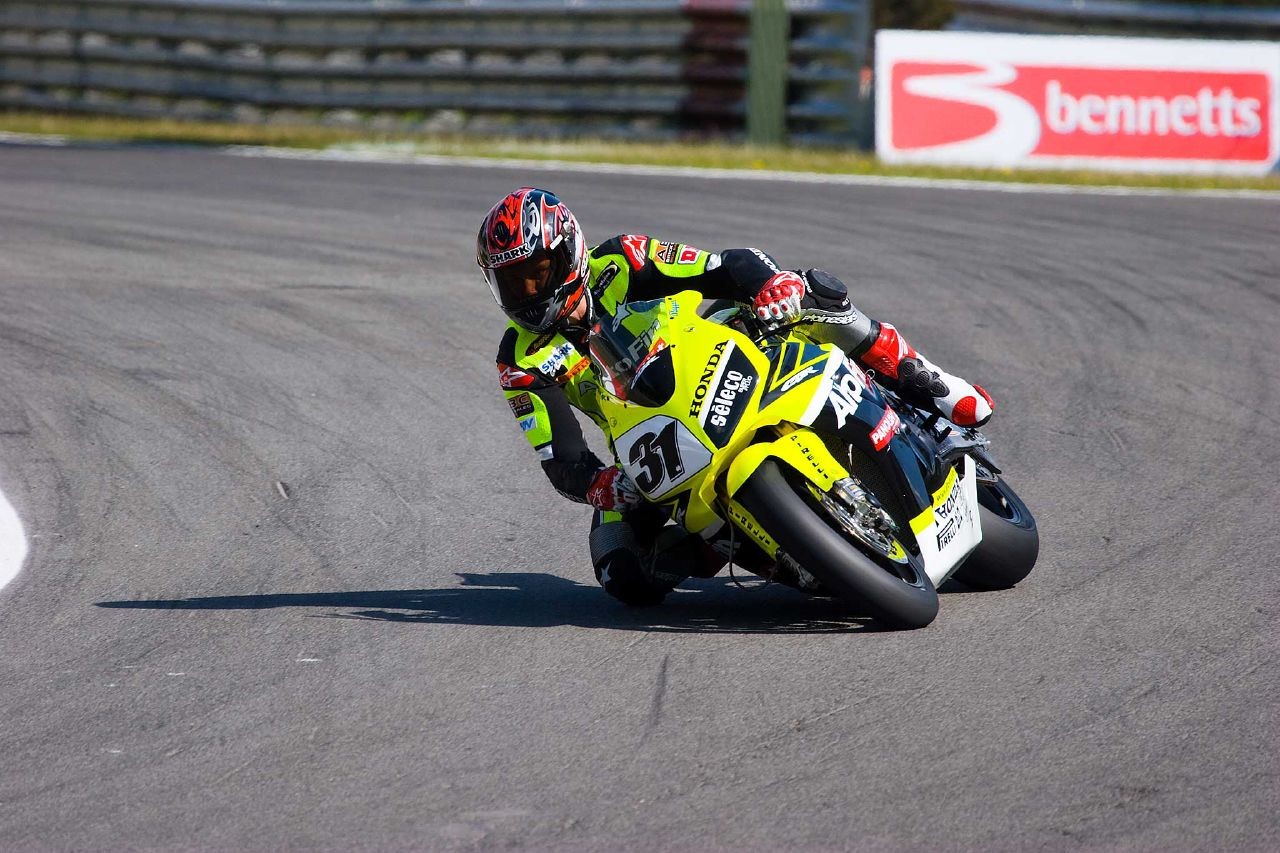
Karl Muggeridge op Brands Hatch in 2007.

In 2007 verloor Muggeridge zijn zitje bij Ten Kate en stapte hij over naar het team Alto Evolution, waarin hij opnieuw op een Honda reed. Hij miste zijn thuisrace op Phillip Island na een crash in de vrije trainingen, en zijn team kon niet rijden op Misano vanwege contractuele problemen. Gedurende het seizoen waren drie negende plaatsen zijn beste resultaten; een hiervan behaalde hij op Donington, terwijl hij de andere twee op Monza scoorde. Met 62 punten werd hij zestiende in de eindstand.
In 2008 stapte Muggeridge over naar het team DFXtreme, dat ook met een Honda reed. Dat jaar waren twee zesde plaatsen op Valencia en Monza zijn beste resultaten en hij werd met 77 punten vijftiende in de eindstand. In 2009 ging hij rijden voor het team van Celani, dat met een Suzuki reed. Hij miste tijdens het seizoen een aantal races en een achtste plaats op Magny-Cours was zijn beste resultaat. Met 21 punten eindigde hij op plaats 22 in de rangschikking. Tevens reed hij dat jaar in enkele races van het Brits kampioenschap superbike op een Honda als vervanger van de geblesseerde Glen Richards.
In 2010 maakte Muggeridge de overstap naar het Duits kampioenschap superbike, waarin hij op een Honda reed. Hij behaalde gedurende het seizoen vijf overwinningen en won onder meer beide races op zowel de Lausitzring als de Nürburgring. In de rest van het seizoen behaalde hij nog drie podiumplaatsen. Met 244 punten werd hij gekroond tot kampioen in de klasse. In 2011 bleef hij actief in de klasse, maar won hij geen races en stond in plaats hiervan in vijf races op het podium. Met 200 punten werd hij achter Martin Bauer en Michael Ranseder derde in het kampioenschap. Daarnaast reed hij dat jaar in het WK superbike op een Honda tijdens het weekend op Portimão als vervanger van de geblesseerde Rubén Xaus, maar hij scoorde hierin geen punten.
In 2012 kwam Muggeridge wederom uit in het Duits kampioenschap superbike. Hij won een race op de Schleizer Dreieck en behaalde daarnaast nog twee podiumplaatsen op de Motorsport Arena Oschersleben en in Schleiz. Met 150 punten werd hij zesde in het klassement. In 2013 reed hij in de Bol d'Or, waarin hij zich op een BMW met Sébastien Gimbert en Sylvain Barrier als vierde kwalificeerde. Het team wist de race echter niet te finishen. Dit was de laatste race van Muggeridge als motorcoureur.